# 도쿄 신문
도쿄신문(일본어: 東京新聞 とうきょうしんぶん[*], 문화어: 도우쿄신붕)은 츄니치신문 도쿄본사가 발행하는 관동지방 대상 일간종합신문이다. 아사히신문보다 강한 진보, 혁신계 논조로 유명하다.

## 현황
배포지역은 토쿄도, 사이타마현, 치바현, 카나가와현, 토치기현, 이바라키현, 군마현, 시즈오카현 중·동부이며, 2023년 후반기 기준 일본ABC협회 공인 판매부수는 조간 372,184부, 석간 110,476부다. 현행 월 구독료는 주석간 3,980엔, 종합판 3,400엔, 전자판 3,450엔이다. 한 부당 가격은 조간 140엔, 석간 50엔이다..
츄니치신문, 호쿠리쿠츄니치신문, 일간현민후쿠이 과 같은 그룹 관계이며, 홋카이도신문, 서일본신문 등과의 네트워크를 활용해, 지방, 국내외 뉴스를 독자에게 제공하고 있다.

## 역사

### 창간과 쇠퇴
토쿄신문의 창간은 1884년 9월 25일에 쿄토 코바시에서 콘니치신문(今日新聞)이라는 이름으로 이뤄졌으며, 1899년에는 미야코신문都新聞으로 개명하였다. 후쿠다 히데스케福田英助가 경영을 맡으면서, 사회, 화류계, 연예계, 시황, 문예면 등을 중시한 대중적 지면편성으로 우량한 경영을 자랑했다. 그러나 2차대전 중이던 1942년에 ‘1현 1지제’의 시행으로 미야코신문을 내고 있던 구 토쿄신문사와 국민신문사(1890년 창간)가 합병되어 석간지가 되고, 법인 형태도 사단법인으로 재편되었다. 그럼에도 후쿠다 가문이 경영권을 지속적으로 쥐고 있었으며, 논조 또한 전전에는 극우였으며, 전후에도 친미, 반공을 지향했다.
이 즈음 격화된 일본 신문경쟁으로 인해 1955년부터 부록으로 《주간토쿄週刊東京》를 발매하다 이듬해 주간지로 개편되었으며, 이후 1956년 3월 23일부터는 조간 발행을 시작한다. 그러나 독자의 변화에 대응하지 못하고 조간 발행 등으로 인한 역효과가 나며 심각한 경영난에 빠지면서 1961년 주식회사로 개편한다. 이 때 국민신문의 경영에 중부일본신문사 전신이었던 신아이치신문사가 경영에 참여했던 것을 계기로, 1963년 11월 ‘토쿄츄니치신문’을 내고 있던 중부일본신문사 (현재 츄니치신문사)와 업무제휴를 체결했으며, 이후 경영이 더욱 악화되자 1967년 10월 영업권과 발행권을 중부일본신문사에 양도하였다.

### 츄니치신문 인수 이후
츄니치 인문 합병 이전, 중부일본신문사는 1956년 도쿄 나이후쿠정에 도쿄지사를 개설하고, 스포츠, 예능 뉴스 중심의 대중지 〈동경중일신문〉(현 도쿄츄니치스포츠)를 발행해 왔다. 이 때는 요미우리신문과 보도협정을 맺었으나, 토쿄신문을 경영하게 되면서, 요미우리와의 협정은 폐지하고, 중부일본신문 토쿄지사와 같은 히비야에 본사와 편집부가 있었던 토쿄신문을 산하에 두게 되면서, 본격적으로, 도쿄 진출 초석을 다졌다. 1965년 5월, 국철과 경빈급행 시나가와 남부역인 토쿄도 미나토구 미나토미나미 2정째에 토쿄의 거점이 되는 신사옥을 완성했다.
1967년 9월 30일, 중부일본신문사가 토쿄신문사로부터 토쿄신문과 관련된 일체의 업무를 계승하면서, 10월 1일부터 〈도쿄신문〉은 츄니치 그룹의 관동지방 기간지로 자리매김하게 되었다. 그 이후, 토쿄신문사는 상호 보전을 위해 휴면회사로서 중부일본신문사와 츄니치신문사 소속 법인으로 존속되고 있다.
신문의 양도 이후, 중부일본신문 (현재의 츄니치신문본사)와 동일하게 진보·혁신 논조로 변화한다.
이후 1965년부터 2006년까지 본사는 미나토구 미나토미나미港南정에 있었으나, 2006년 본사를 우치사이와이정内幸町2정째에 위치한 히비야 츄니치 빌딩으로 이전한 이후, 2008년 해당 건물을 재개발하였다.
2011년 4월 1일, 아사히신문과 츄니치신문사 그룹의 상호위탁 인쇄 제휴로 인해 카와사키시 전역의 토쿄신문은 아사히신문 그룹의 ‘아사히 프린테크 카와사키공장’에 위탁 인쇄하고, 츄니치 호쿠리쿠본사의 카나자와 공장에서 아사히신문의 호쿠리쿠 지역 인쇄 위탁을 시작했다.
2012년 12월 1일, 후쿠시마시에 특별지국을 개설하여, 츄니치신문사 계열의 취재거점으로 활용하게 되었다.
2024년 9월 1일, 토쿄23구를 제외한 지역의 석간을 폐지하고, 인쇄비 상승으로 인해 구독료 및 1부 가격의 상승(120엔⇒140엔)을 발표했다.

## 같이 보기
- 홋카이도 신문
- 주니치 신문